# Marie Friederike Schöder
Marie Friederike Schöder (* 24. April 1981 in Halle (Saale)) ist eine deutsche Sängerin (Sopran). Sie gewann 2008 den Ersten Preis beim Leipziger Bach-Wettbewerb.

## Werdegang
Schöder studierte Gesang an der Martin-Luther-Universität Halle-Wittenberg und gehörte von 2009 bis 2013 dem Solistenensemble der Oper Halle an. 2013 spielte sie ihre erste CD mit der Vogtland Philharmonie Greiz Reichenbach bei ARS Produktion ein, 2015 folgte ein Barockalbum mit der Batzdorfer Hofkapelle bei Accent Records.
Seit einer schweren Stimmkrise im Jahr 2017 arbeitet Schöder nunmehr als Fitness- und Wellnesstrainerin. Sie ist verheiratet, hat einen Sohn und lebt mit ihrer Familie in Stuttgart.